# Chris Smith (basket-ball, 1970)
Pour les articles homonymes, voir Chris Smith et Smith.
Ne doit pas être confondu avec Chris Smith (basket-ball, 1939) ou Chris Smith (basket-ball, 1987).
Christopher Gerard « Chris » Smith, né le 17 mai 1970, à Bridgeport, dans le Connecticut, est un ancien joueur américain de basket-ball. Il évoluait au poste de meneur.

## Palmarès
- Médaille de bronze au championnat du monde 1990.